# Сахновский, Юрий Сергеевич
Ю́рий Серге́евич Сахно́вский  (25 сентября 1866, дер. Городищи, Московская губерния — 2 апреля 1930) — русский советский композитор, дирижёр и музыкальный критик.

## Биография
До 7 класса учился в частной гимназии Креймана (Москва), окончил коломенскую казённую классическую гимназию.
Служил в разных ведомствах, самостоятельно изучал музыку. В 1895—1899 годы учился в Московской консерватории (курс гармонии А. С. Аренского, класс контрапункта С. И. Танеева), которую окончил по классу композиции М. М. Ипполитова-Иванова с большой серебряной медалью. Был дружен с Р. М. Глиэром, С. В. Рахманиновым.
С 1901 года печатал (в газетах «Курьер», «Русские ведомости» и др.) статьи о творчестве А. Н. Скрябина, Н. А. Римского-Корсакова, С. В. Рахманинова. С 1906 года член дирекции Московского отделения ИРМО.
После Октябрьской революции работал в концертном политотделе Музыкального отдела Наркомпроса РСФСР.

## Творчество
Его выпускной работой стала кантата для голосов соло, хора и оркестра «Лесной царь» (на текст Гёте в переводе В. А. Жуковского), впервые исполненная в зале Благородного собрания. Автор инструментальных и вокальных произведений, которые писал и после Октябрьской революции. Большинство произведений осталось в рукописях; изданы, главным образом, романсы и хоры.
В качестве дирижёра выступал в симфонических собраниях ИРМО с исполнением собственных произведений, в Исторических концертах, основанных С. Н. Василенко. Работал с церковными хорами.

### Избранные сочинения
опера
- «Альманзор» (не окончена; отрывки — сцена, ария — исполнялись в Москве, 1907)

оперетта
- «Людовик … надцатый» (постановка 1928)

для хора
- «Лесной царь» (кантата для соло, хора и оркестра)
- «Херувимская»
- «Ковыль» на стихи И. А. Бунина (a capella и оркестром)

для оркестра
- симфония
- Полонез

для арфы, альта и виолончели
- Трио

романсы, арии
- «Кузнец» на слова Скитальца
- «К родине» на текст Мельшина (для баса с оркестром)